# 菲利普·迈克尔·杜瓦尔·迈伦
菲利普·迈克尔·杜瓦尔·迈伦（瑞典語：Filip Michael Duwall Myhren，1993年1月4日—），瑞典男子羽毛球運動員，擅長雙打項目。

## 簡歷
2014年11月，菲利普·迈克尔·杜瓦尔·迈伦參加挪威羽毛球國際賽，和埃玛·文贝里合作贏得混合雙打亞軍。

## 主要比賽成績
只列出曾進入準決賽的國際賽事成績：
| 年份   | 賽事                   | 公開賽級別 | 項目     | 拍檔            | 成績   |
| ------ | ---------------------- | ---------- | -------- | --------------- | ------ |
| 2012年 | 匈牙利羽毛球國際賽     | 國際系列賽 | 男子雙打 | Toni Holm-Lowen | 準決賽 |
| 2013年 | 挪威羽毛球國際賽       | 國際系列賽 | 混合雙打 | 阿曼达·瓦林     | 準決賽 |
| 2014年 | 匈牙利羽毛球國際賽     | 國際系列賽 | 男子雙打 | 史蒂夫·奥尔森   | 準決賽 |
| 2014年 | 挪威羽毛球國際賽       | 國際系列賽 | 混合雙打 | 埃玛·文贝里     | 亞軍   |
| 2015年 | 葡萄牙羽毛球國際賽     | 國際系列賽 | 混合雙打 | 埃玛·文贝里     | 冠軍   |
| 2015年 | 克羅地亞羽毛球國際賽   | 國際系列賽 | 混合雙打 | 埃玛·文贝里     | 準決賽 |
| 2015年 | 斯洛文尼亞羽毛球國際賽 | 國際系列賽 | 男子雙打 | 雷内·马蒂松     | 準決賽 |
| 2015年 | 匈牙利羽毛球國際賽     | 國際系列賽 | 混合雙打 | 埃玛·文贝里     | 準決賽 |
| 2015年 | 芬蘭羽毛球國際賽       | 國際系列賽 | 混合雙打 | 埃玛·文贝里     | 冠軍   |
| 2016年 | 希臘羽毛球公開賽       | 國際系列賽 | 男子雙打 | 史蒂夫·奥尔森   | 亞軍   |
| 2017年 | 瑞典羽毛球國際賽       | 國際系列賽 | 男子雙打 | 雅各布·尼尔逊   | 準決賽 |

| 2007-2017年 | 首要超級賽 | 超級賽 | 黃金大獎賽 | 大獎賽 | 國際挑戰賽 | 國際系列賽 | 未來系列賽 | 其他 |

| 2018-2026年 | 總決賽 | 超級1000賽 | 超級750賽 | 超級500賽 | 超級300賽 | 超級100賽 | 國際挑戰賽 | 國際系列賽 | 未來系列賽 | 其他 |